# Comté de Wandering
Le Comté de Wandering est une zone d'administration locale au sud-est de l'Australie-Occidentale en Australie. Le comté est situé à 120 kilomètres au sud-est de Perth, la capitale de l'État. 
Le centre administratif du comté est la ville de Wandering
Le comté est divisé en un certain nombre de localités:
- Wandering
- Bannister
- Codjatotine
- Dwarda
- North Bannister
- Pumphreys Bridge

Le comté a 7 conseillers locaux et est divisé en 4 circonscriptions
- North Ward (2 conseillers)
- North East Ward (2 conseillers)
- South Ward (2 conseillers)
- Town Ward (1 conseiller).